# Carl Viggo Meincke
Fritz Carl Viggo Meincke (8. marts 1902, København, – 27. september 1959, København) var en dansk revyforfatter, komponist, skuespiller og teaterdirektør.

## Barndom og ungdom
Carl Viggo Meincke blev født den 8. marts 1902 i Frederiksborggade 5, København, Trinitatis Sogn. Han var biologisk søn af oliehandler Carl Christian Viktor Bang Rasmussen (f. 28.10.1861 i Fredensborg) og hustru Olga Johanne, født Christensen (f. 12.12.1873 i København). De blev gift den 2. april 1892 i Frederiksberg Kirke.
I henhold til kgl. resolution af 2. juni 1902 blev han adopteret af Grosserer Carl Vilhelm Harald Viggo Meincke (f. 30.07.1860 i København) og hustru Regina Augustine Christensine, f. Olsen (f. 15.07.1876 i Helsingør) og døbt den 29. juni 1902 i Vor Frue Kirke, København af Pastor Hoffmeyer og fik navnene: Fritz Carl Viggo Meincke. (Iflg. kirkebogen fra Vor Frue Kirke, København 1902).
I 1902 blev han blev døbt og hans plejeforældre boede Studiestræde 34, København. Iflg. folketællingen for 1906 boede de der stadig.
Iflg. Folketællingen fra 1916 boede de nu i Gentofte (Jernbanevej 3). Den 1. oktober 1916 blev han konfirmeret i Gentofte Kirke og boede hos sine forældre iflg. kirkebogen fra Gentofte kirke 1916.
Carl Viggo Meincke blev i 1918 studerede han ved Sankt Andreas Kollegiet i Ordrup (Charlottenlund). I 1919 blev han student.
Carl Viggo Meincke voksede op som enebarn, da hans adoptivforældre ikke selv fik børn. Hans far, Viggo Meincke, var grosserer – og i 1916 – fra adressen Jernbanevej 3 i Gentofte (tæt på Gentofte Station).

## Samliv og "ægteskab"
I 1930'erne var der en kvinde i Carl Viggo Meinckes liv. Hun hed Dolly Helstrup og var dansk revy- og teaterskuespillerinde. De var iflg. C.V. Meinckes scrapbøger gift i 1930'erne: ”... – Ja, det er lige netop, hvad jeg kunde. Helst i en Film. Jeg vilde meget hellere filme end være ved Teatret ... Ja, undskyld, jeg siger det, selvom jeg er gift med Carl Viggo Meincke, der jo er Teaterdirektør ...”
Efter besættelsen levede han sammen med pianisten og komponisten Hans Ole Nielsen, med hvem han også arbejdede på forskellige projekter. De boede på Frederiksberg. 
Hans Ole Nielsen var hans universalarving.

## Danmarks Besættelsen (1940-1945)
Den 9. april 1940 blev Danmark besat af Tyskland og var besat til den 4. maj 1945.
For C.V. Meincke fik besættelsen af Danmark stor betydning. Den 14. oktober 1940 meldte han sig ind i DNSAP  og erklærede åbent sine synspunkter. Under besættelsen arbejdede C.V. Meincke på revyer og forestillinger, som var venlige overfor nazisterne.
Efter besættelsen blev C.V. Meincke smidt ud af alt, hvad han kunne smides ud af.

## Karriere
I 1917, 1918, 1919 og op i 1920'erne deltog Carl Viggo Meincke i Gentofte Revyen som tekstforfatter
Han debuterede omkring 1919 med sangtekster til Stege Sommerteater. 
I 1925 blev Co-optimisterne stiftet af Ludvig Brandstrup. Revytruppen optrådte i gule klovnedragter og underholdt med satiriske og muntre viser samt sketcher. Carl Viggo Meincke blev medlem af truppen og optrådte sammen med en lang række kendte danskere: Ann-Sofie Norén, Christian Gottschalch, Susanne Palsbo, Mogens Dam (forfatter) og Kai Normann Andersen (komponist). Senere kom bl.a. Sigurd Langberg, Peter Malberg, Robert Storm Petersen, Agnes Rehni, Osvald Helmuth og Meincke til. Co-optimisterne opløstes i begyndelsen af 1930'erne.
Derudover var han også direktør i nogle år for Over Stalden Teatret i Charlottenlund og Fønix Teatret, hvor han selv optrådte.
Under Danmarks besættelse (1940-1945) optrådte C.V. Meincke i en tyskvenlig revy, og han klagede til censuren over at blive til grin i en PH-vise (Poul Henningsen). Han kom på grund af sine holdninger på kant med kolleger og publikum. Efter krigen fik det konsekvenser: en isolation der blev brudt, da han i anledningen af sit 40 års forfatterjubilæum blev hyldet af venner og publikum ved en festlig aften i Hollænderbyen. 

## Har medvirket i følgende film
- Snushanerne (1935) – spiller musikalsk flyttemand
- Panserbasse (1936) – spiller gårdsanger
- Plat eller krone (1937)
- En lille tilfældighed (1939)
- Jeg har elsket og levet (1940) – spiller Kofoed, student
- En mand af betydning (1941) – spiller Nielsen, maler
- Thummelumsen (1941) – spiller Konsul Eriksen

## Har arbejdet med følgende film
- Københavnere (1933) – sangtekster
- Med fuld musik (1933) – sangtekster
- Bag Københavns kulisser (1935) – sangtekster
- Week-End (1935) – sangtekster
- De bør forelske Dem (1935) – sangtekster
- Kidnapped (1935) – sangtekster
- Snushanerne (1935) – sangtekster
- Panserbasse (1936) – sangtekster
- Sol over Danmark (1936) – sangtekster
- En fuldendt gentleman (1937) – manus/sangtekster
- Flådens blå matroser (1937) – sangtekster
- Frk. Møllers Jubilæum (1937) – sangtekster
- Plat eller krone (1937) – sangtekster
- En lille tilfældighed (1939) – sangtekster
- Familien Olsen (1940) – sangtekster

## C.V. Meinckes sangtekster
- Gem du dine kys til det bliver forår
- Alle fugle fløjter på en sang om kærlighed – Victor Cornelius/C.V. Meincke
- Man bli'r så glad, når solen skinner (1939) – Kai Normann Andersen/C.V. Meincke
- Der går altid både tilbage
- Hvem kan sejle foruden vind – svensk folkemelodi/C.V. Meincke
- Hvorfor er lykken så lunefuld (1937) – Kevin/Jönsson/C.V. Meincke
- Ih hvor er det kommunalt
- Jeg kan ikke gøre for det, men jeg kan så godt li' pi'er
- Julia, Julia
- København, København – Victor Cornelius/C.V. Meincke
- Nu skal vi ud at slå til Søren
- Når lygterne tændes – Kennedy/Williams/C.V. Meincke
- Mit Lille Private Højskolehjem (1942 fra Helsingørrevyen) – C.V. Meincke/Willy Kierulff
- Alt hvad der er værd at få (1959) – Inger Christrup/C.V. Meincke/Emilie Noller

## Død og begravelse
Carl Viggo Meincke døde den 27. september 1959 og ligger begravet på Vestre Kirkegård i København.